# 北海道立網走高等看護学院
北海道立網走高等看護学院 （ほっかいどうりつあばしりこうとうかんごがくいん）とは、北海道網走市にあった道立の専修学校。

## 概要
- 准看護師資格を持つものが看護師資格の取得を目指すための専修学校。入学には准看護師資格が必要。
- 通常の入試に加えて、網走、根室、釧路、十勝地方出身者を対象とした、准看護師資格を持つものの推薦入試や、準看護師として五年以上の実務経験を有するものを対象とした社会人入試を導入していた。
- 平成21年度、19年度、18年度に100%の国家試験合格率を達成するなど、高い合格成績を上げていた。

## 沿革
- 1971年（昭和46年） - 網走市向陽地区にて開校[1]。
- 2000年（平成12年） - 学院新校舎落成。移転。
- 2021年（令和3年） - 以降の学生募集を停止[2]。
- 2023年（令和4年）3月 - 閉院となった[3]。

## 設置学科
- 看護学科 （2年制・昼間）

## 所在地
- 北海道網走市北12条西2丁目2番10号

## 取得できる資格

### 看護学科
- 専門士称号
- 看護師国家試験受験資格
- 保健師・助産師学校（保健師助産師看護師養成所）および養護教諭養成学校受験資格